# Bank- und Handelshaus Splitgerber & Daum

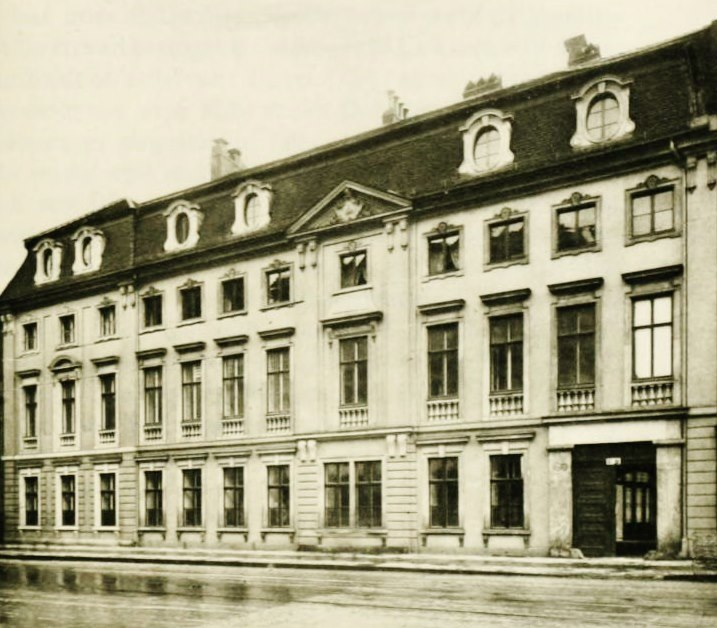
Geschäftshaus Splitgerber & Daum, Gertraudtenstraße

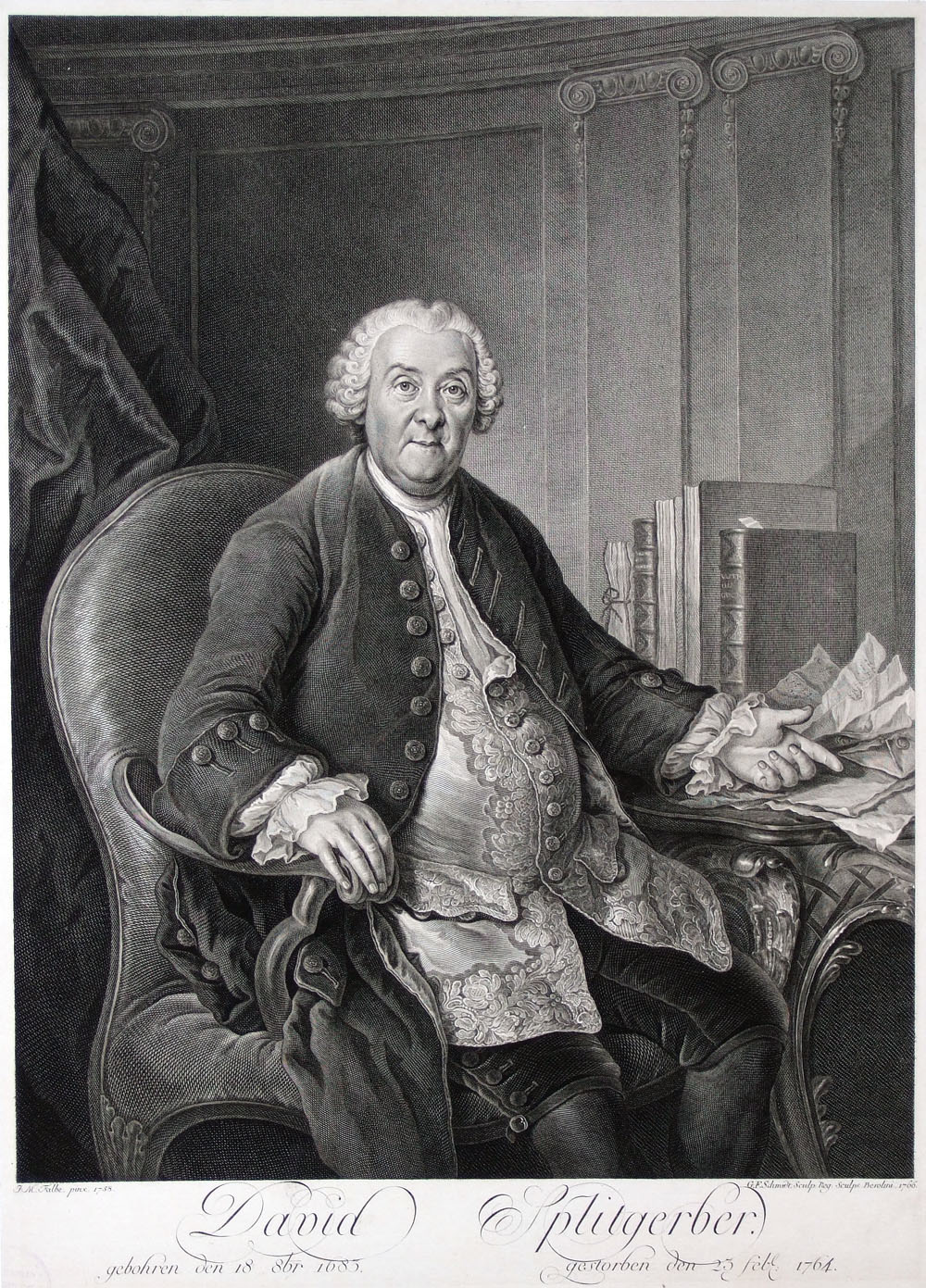
David Splitgerber

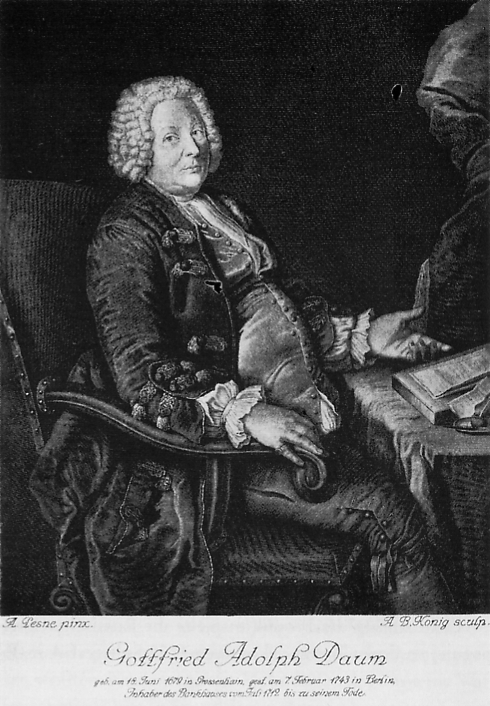
Gottfried Adolph Daum

Das Handelshaus Splitgerber & Daum war zu seiner Zeit das größte und vielseitigste Wirtschaftsunternehmen Preußens. Dazu gehörten das Handelshaus mit daraus hervorgegangenem Bankhaus, fünf privilegierte Zuckerfabriken, das Lagerei- und Speditionsgeschäft samt Binnenschiffen und eine eigene Hochseeflotte. Daneben wurden im Pachtverhältnis königliche Manufakturen betrieben, deren wichtigste die Gewehrfabrik Potsdam-Spandau war.

## Gründung
Das Handelshaus war ursprünglich zur Deckung militärischen Bedarfs von Gottfried Adolph Daum unter der Firma „Daum & Comp.“ 1712 gegründet worden. Sein stiller Teilhaber war David Splitgerber. Nach Ausdehnung der Geschäfte auf den zivilen Bereich und Zunahme der Bank- und Geldgeschäfte erfolgte die Umbenennung in „Splitgerber & Daum“.
Erstes Geschäftsquartier war eine möblierte Zweizimmer-Wohnung im Haus der Witwe Reichenow Gertraudten- / Ecke Roßstraße an der Petrikirche in Berlin. Splitgerber stammte aus Pommern und Daum aus Sachsen. Da sie keine eigenen Mittel besaßen, waren sie auf Geldgeber angewiesen, die hauptsächlich aus Daums Kreisen kamen.

## Geschichte
Der Erfolg von Splitgerber & Daum ist eng verknüpft mit dem Aufstieg Preußens zur europäischen Großmacht. Die nach dem Dreißigjährigen Krieg vom Großen Kurfürsten zur Behebung des Elends begonnenen Maßnahmen in der Besiedelungspolitik und der staatlichen Förderung von Handel und Gewerbe wurden von seinen Nachfolgern, dem „Soldatenkönig“ Friedrich Wilhelm I. und dessen Sohn Friedrich dem Großen, in einer zielstrebigen militärisch-merkantilistischen Wirtschaftspolitik fortgesetzt. Splitgerber & Daum nahmen an dieser Entwicklung teil. Zentraler Bestandteil im Sinne der angestrebten Autarkie war das Manufakturwesen. Die Bereitschaft der Unternehmer, auch Betriebe zu übernehmen, die weniger ertragreich waren (Metallfabriken), brachte ihnen die Gunst der beiden Herrscher ein und förderte die Entwicklung in fast allen ihren Geschäften.
Zur 200-Jahr-Feier hatte das Bankhaus ein großes Jubiläumsfest auf seinem Grundstück Gertraudenstraße ausgerichtet und dafür Provisorische Festsäle vom Architekten Bruno Möhring errichten lassen.

## Unternehmensgeschichte
Nach Anfängen als Lieferanten von Artilleriemunition für verschiedene deutsche und europäische Höfe konnten die beiden zugewanderten Jungunternehmer ihre Geschäftsbasis rasch verbreitern und sich in der preußischen Hauptstadt etablieren. Gottfried Daum mit seinem militärischen Hintergrund regte beim Soldatenkönig die Gründung einer Gewehrfabrik an, die dann vom Handelshaus 130 Jahre lang gepachtet werden konnte. Ergänzend dazu wurden Kanonenkugeln in Zehdenick gegossen. Der dortige Pachtvertrag umfasste auch die Schürfrechte für den Rohstoff Raseneisenstein.
Auf Drängen des Hofes waren Splitgerber & Daum auch an verschiedenen europäischen und überseeischen Handelsgesellschaften beteiligt. Die Russische Handels-Compagnie belieferte die Armee des Zaren mit Uniform-Tuchen aus der Produktion des Königlichen Lagerhauses, womit für einige Jahre die Ausschaltung der englischen Konkurrenz gelang. Ebenfalls profitabel war die Ostasiatische Handelskompagnie, die das Geschäft mit China abwickelte. Große Verluste hingegen brachte die „Preußisch-Bengalische Compagnie“. Hier waren das Fehlen einer preußischen Flotte, die Begleitschutz hätte bieten können, und der Boykott durch die etablierte Seehandelsmacht England entscheidende Nachteile. Schließlich kam der preußische Überseehandel zum Erliegen, als die Franzosen den Heimathafen Emden gleich zu Beginn des Siebenjährigen Krieges besetzten.
Zu den lukrativen Eigengründungen des Handelshauses gehörten die Zuckerfabriken in Berlin, Minden und Bromberg, die mit königlichem Privileg ausgestattet waren und ein fast flächendeckendes Monopol besaßen.
Nach dem Tod Friedrich II. und der schrittweisen Abkehr vom merkantilistischen Wirtschaftssystem (Aufhebung der Schutzzölle, Fortfall der Privilegien und Monopole, Rückzug des Staates aus der Wirtschaft), richtete sich das Handelshaus zunehmend auf das reine Bankgeschäft aus, das ab 1795 von David Schickler als Angehörigem der dritten Generation unter dem Namen Gebrüder Schickler geführt wurde. Das Bankhaus, das über Jahrzehnte hinweg bereits als Hofbank galt, stieg zu einer der führenden Privatbanken auf. Im Rahmen des Preußenkonsortiums war das Bankhaus an der Platzierung fast aller preußischen und reichsdeutschen Anleihen beteiligt. Wesentliche Impulse erhielt die Wirtschaft durch Finanzierungen im Rahmen der beginnenden Industrialisierung und des Eisenbahnbaus.

## Generationenfolge
Nach dem Ableben der beiden Gründer Gottfried Adolph Daum und David Splitgerber übernahmen die Schwiegersöhne Splitgerbers – allen voran Johann Jacob Schickler – die Geschäftsführung des Handelshauses, das in das Eigentum der Erben und Erbengemeinschaften überging. Folge war die mehrfache Umfirmierung in Splitgerber & Daumsche Erben, Splitgerbers seel. Erben, Gebrüder Schickler. Nach Eintritt der vierten Generation in die Eigentümerrechte endete der Einfluss der deutschen Linie der Schicklers. Das Bank- und Handelshaus gelangte durch internen Ausgleich vollständig an die französische Linie, die von Johann Ernst Schickler begründet worden war. Seitdem lag die Leitung der Bank bei Bevollmächtigten und Prokuristen. Die Inhaberfamilien übten Aufsichtsrat-Funktionen aus. 1910 erfolgte die Fusion zum Bankhaus Delbrück, Schickler & Co.

## Zum Geschäftssitz
Das Geschäftshaus in der Gertraudenstraße wurde 1735 neu errichtet. Es blieb bis 1910 Hauptsitz. Danach erwarb es die Deutsche Girozentrale, die zwei Anbauten vornehmen ließ. Nach dem Ende des Zweiten Weltkriegs fiel die Immobilie unter die Enteignung und im Jahr 1949 wurde sie Volkseigentum. Die Schäden am Gebäude durch die Kriegshandlungen in Berlin waren jedoch so groß, dass es 1961–1969 abgetragen wurde. Archäologen vermuten Reste der Grundmauern und des Kellers unter der heutigen Fahrbahn der Gertraudenstraße.